# Pieter van Bloemen
Pieter van Bloemen, o Blommen o Bloms (Anversa, 17 gennaio 1657 – Anversa, prima del 6 marzo 1720), è stato un pittore e incisore fiammingo.

## Biografia

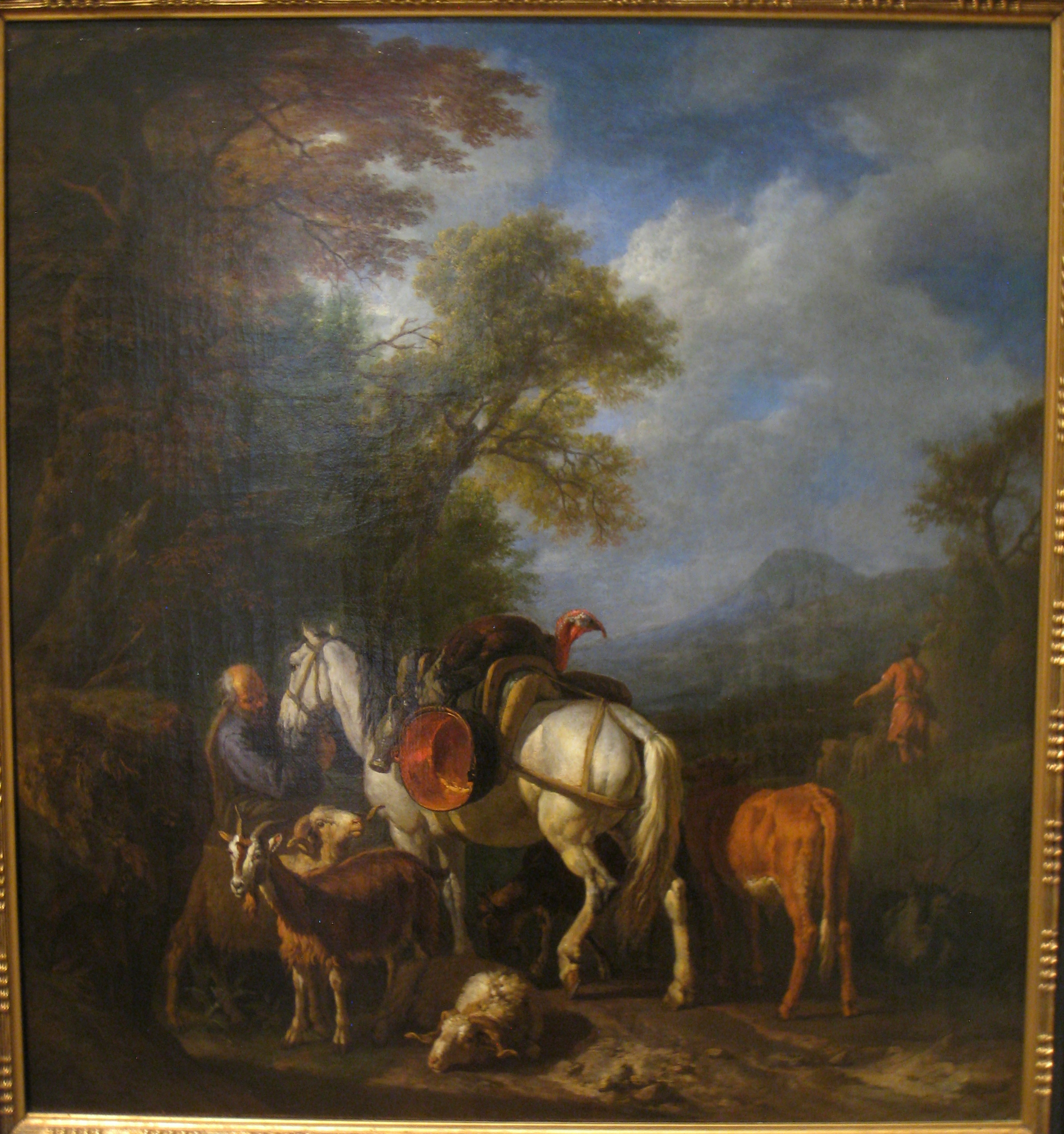
La sosta (1694 c.)

Apparteneva ad una famiglia di pittori e disegnatori fiamminghi, attivi anche in Italia ed in Francia. Anche i suoi fratelli minori Jan Frans e Norbert erano pittori e Pieter fu loro insegnante nell'arte della pittura.
Fu allievo di Simon Johannes Van Douw (c. 1630–c. 1677) dal 1667. Nel 1673 entrò a far parte della Corporazione di San Luca ad Anversa.
L'anno seguente visitò Roma, mentre dieci anni più tardi fu segnalato a Lione in compagnia degli artisti olandesi Adriaen van der Cabel e Gillis Weenix. Nello stesso periodo (1684-1685) Jan Frans, che si trovava a Parigi, fu chiamato dal fratello a Lione.
I due fratelli però, non trovandosi bene in questa città, si spostarono a Roma, viaggiando per Torino, dove rimasero per qualche tempo, Dal 1686-1687 vissero a Roma, dove entrarono a far parte della Schildersbent, Pieter con il soprannome di Standaart o Stendardo, probabilmente per gli stendardi che dipingeva nelle scene di battaglia, mentre Jan Frans con il soprannome di Orizzonte, per la facilità con cui dipingeva paesaggi. Questo soprannome era stato precedentemente di Claude Lorrain.
Pieter ebbe come assistente il pittore fiammingo Frans Vanier dal 1689 al 1692, anno in cui lasciò Roma. Nel 1694 fece ritorno ad Anversa, dove divenne decano della Corporazione di San Luca nel 1699.
Fu un pittore particolarmente prolifico. La maggior parte dei suoi dipinti sono paesaggi con figure ed animali, scene di battaglie o di genere, soste di viandanti ed animali e mercati di cavalli. Fu apprezzato soprattutto come pittore di animali, tanto da procurargli lavoro presso altri artisti. Anche il fratello minore Jan Frans si servì di lui come figurista per i suoi paesaggi.
Spesso, nei suoi dipinti, un cavallo bianco gioca il ruolo principale nella composizione, come ad esempio si può notare ne La sosta o La carovana, dove il gruppo degli animali ha un ruolo preponderante rispetto alle altre figure e persino rispetto alla creazione di una scena di vita quotidiana, quasi un pretesto per rappresentare una vera e propria natura morta con animali. Altro esempio di questo tipo di nature morte è il dipinto Mercurio e Argo, dove il soggetto mitologico è in posizione secondaria, dietro agli animali ivi ritratti posti in primo piano: mucche e pecore dipinte in varie pose e da diverse angolazioni. Lo stesso Argo è ritratto negli abiti di un pastore, invece che come il gigante mitologico dai cento occhi.
Il periodo italiano fu ricco di successi ed influenzò il suo lavoro fino alla fine della sua vita.
Caratteristiche del suo stile furono le nature morte con animali attentamente disposti, i paesaggi italiani aperti con uno o due monumenti a trasmettere l'atmosfera romana e i colori vivaci dell'abbigliamento delle figure in contrasto con i grigi e i marron scuri delle antiche rovine e delle greggi.
I suoi disegni sono principalmente paesaggi e studi dal vero di figure ed animali.
Eseguì, inoltre, incisioni all'acquaforte da alcune sue opere, in particolare da quattro paesaggi.

## Opere

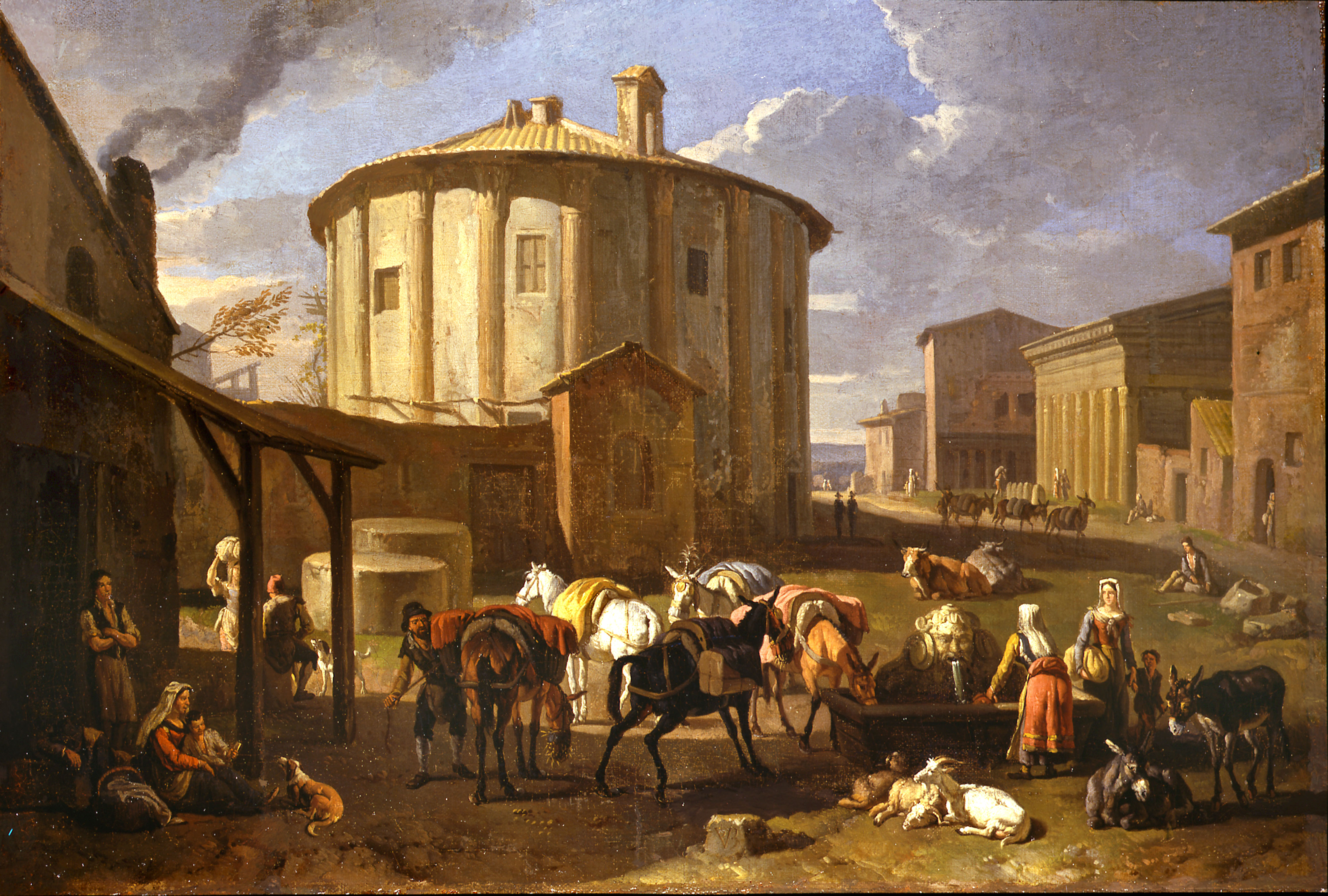
Tempio di Vesta, Collezione Mainetti (Roma)

- La sosta, 1694 c., Worcester Art Museum, Worcester[7]
- Una scuola di equitazione, olio su tela, 57 x 82 cm, 1700 c., collezione privata[2]
- Cavalieri in paesaggio romano, 1700, Gemäldegalerie Alte Meister, Dresda[2][3]
- Carovana, 1704, Museo del Prado, Madrid[2][3][8]
- Accampamento di cavalleria, 1708, Palazzo Barberini, Roma[2][3]
- La sosta, 1708, Palazzo Barberini, Roma[9]
- Mercato tra rovine romane, 1710, Gemäldegalerie Alte Meister, Dresda[2][3]
- Maneggio all'aperto, olio su tela, 53 x 65 cm, 1712, Museo dell'Ermitage, San Pietroburgo[2]
- Paesaggio italiano, olio su tela, 27,8 × 34 cm, 1700-1720, Rijksmuseum, Amsterdam, formalmente attribuito a Pieter van Laer[10]
- Alla fucina, olio su tela, 47 x 55 cm, collezione privata[2][11]
- Cavalieri in sosta presso un accampamento militare, olio su tela,  61 x 85 cm, collezione privata[2][12]
- Mandria di bovini tra la rovine del Foro Romano, Staatliche Kunsthalle, Karlsruhe[2][3]
- Mercato del bestiame, Crocker Art Museum, Sacramento[13]
- Pastori con mucche e pecore, sanguigna, penna ed inchiostro nero, Courtauld Institute of Art Gallery, Londra[14]
- Vedute di Roma e dei suoi dintorni, album con 255 lavori su 124 fogli, penna ed inchiostro marron, sanguigna, gesso nero, acquerello, 32 x 20,8 cm[15]
- Lezione d'equitazione, olio su tela, 76 x 101 cm[16]
- Viandanti in sosta e armenti vari davanti ad una taverna con rovine romane sullo sfondo, olio su tela, 73,5 x 97 cm[17]
- Paesaggio con fiume e contadini, olio su tela, 48,5 x 64,5 cm, Tribunale amministrativo della regione Lazio, Roma, attribuito precedentemente a Moucheron[9]
- Una coppia di contadini tra le loro mucche e pecore, olio su tela, 48,2 x 58,5 cm[4]
- Studio di un gruppo di contadini, olio su tela, 41,9 x 56,8 cm[4]
- Mercurio e Argo, inizio del XVIII sec., Museo dell'Ermitage, San Pietroburgo[4]
- Tempio di Vesta, Olio su tela 41 x 59 cm., Collezione M (collezione privata)